# ETR 600
Az ETR 600 sorozat egy olasz billenőszekrényes nagysebességű többáramnemű villamosmotorvonat-sorozat. Az Alstom gyártja 2007-től.

## Galéria

ETR 600 Trenitalia
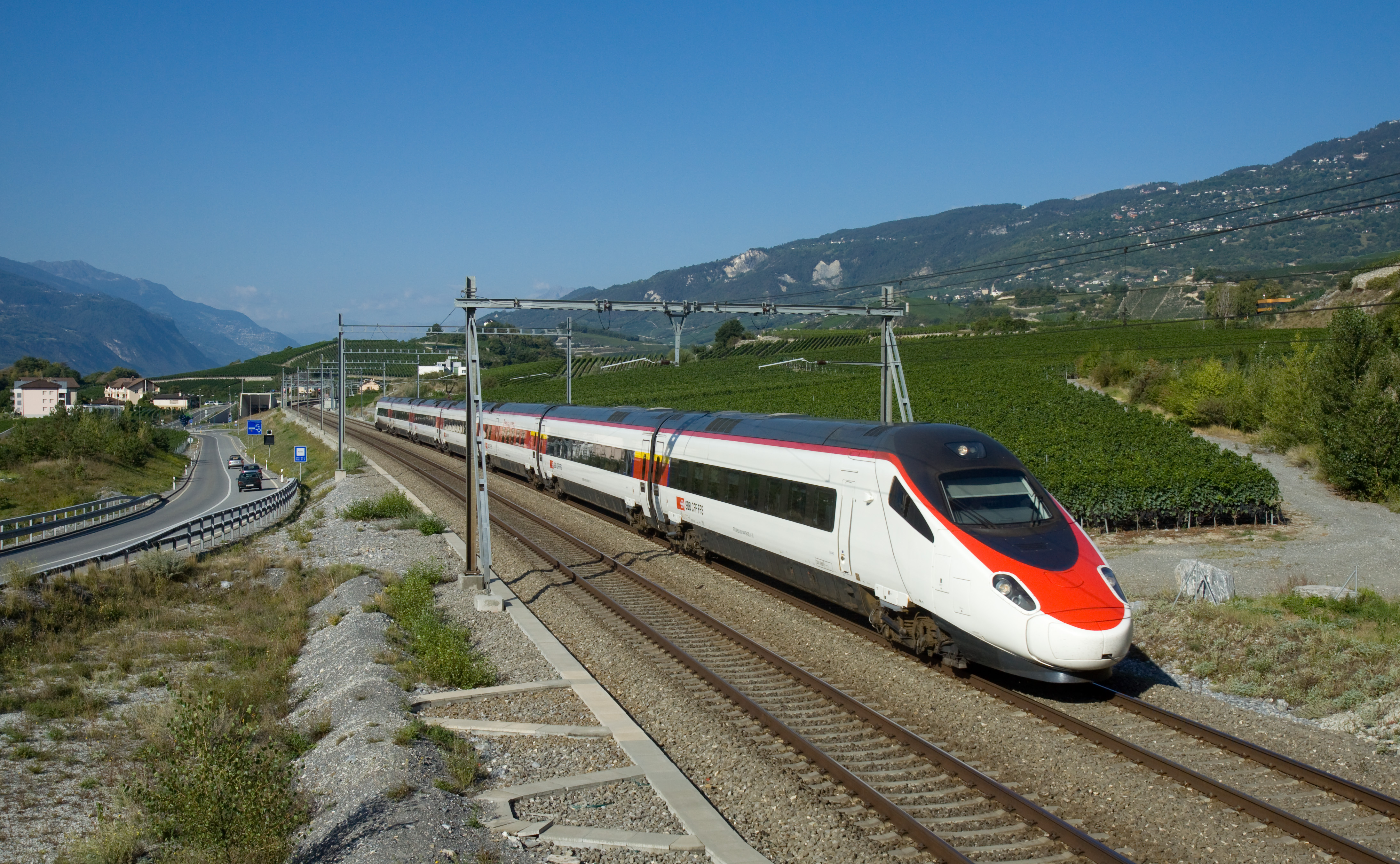
ETR 610  SBB-CFF-FFS
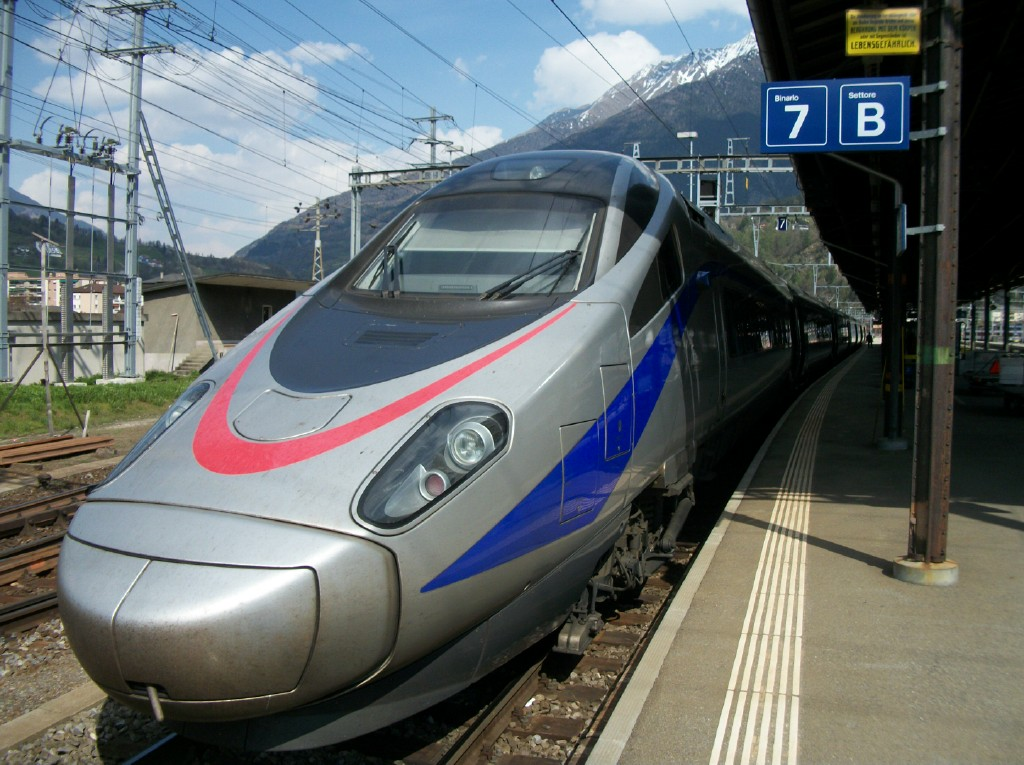
ETR 610 Trenitalia
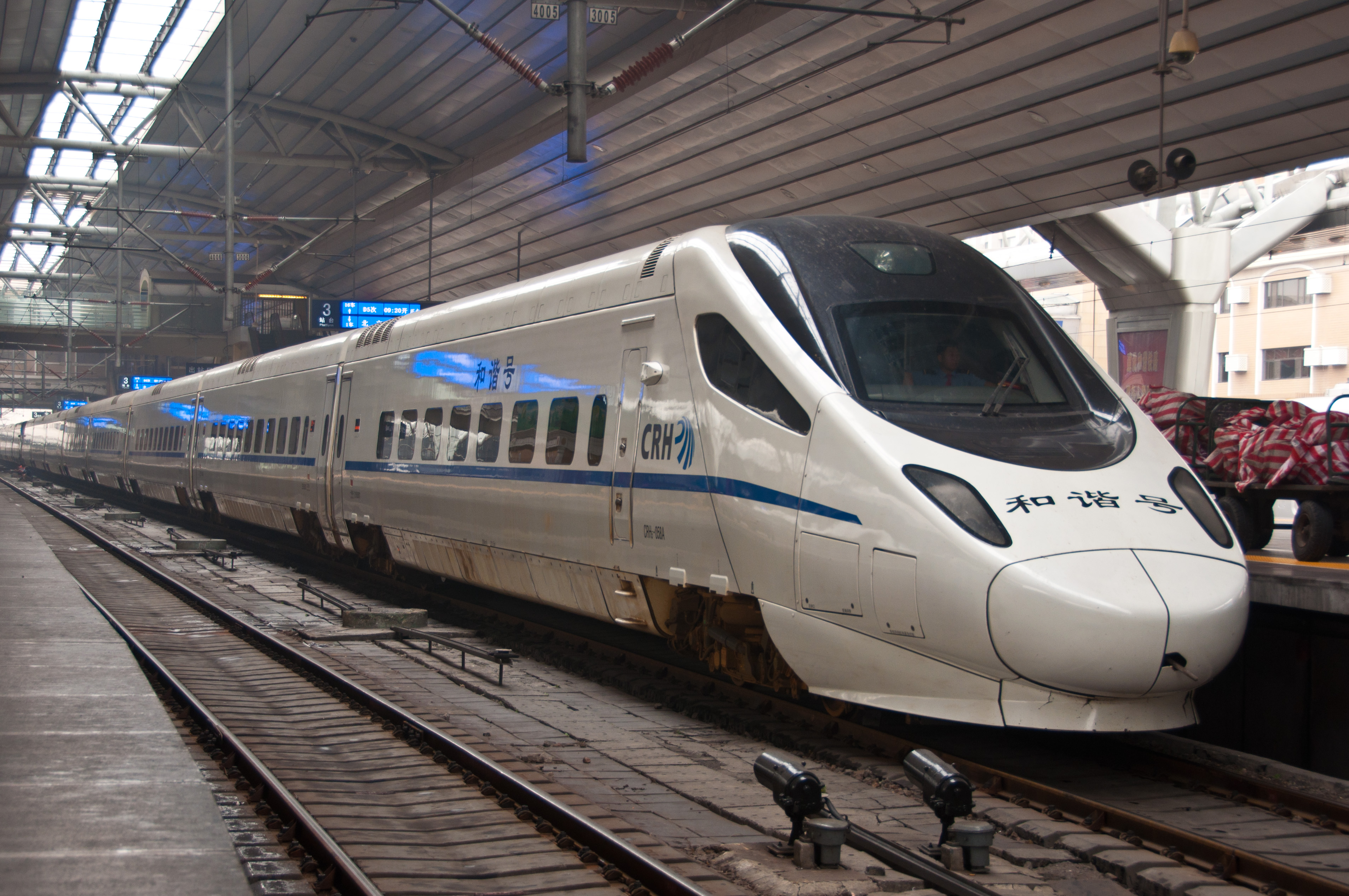
CRH5 China Railways
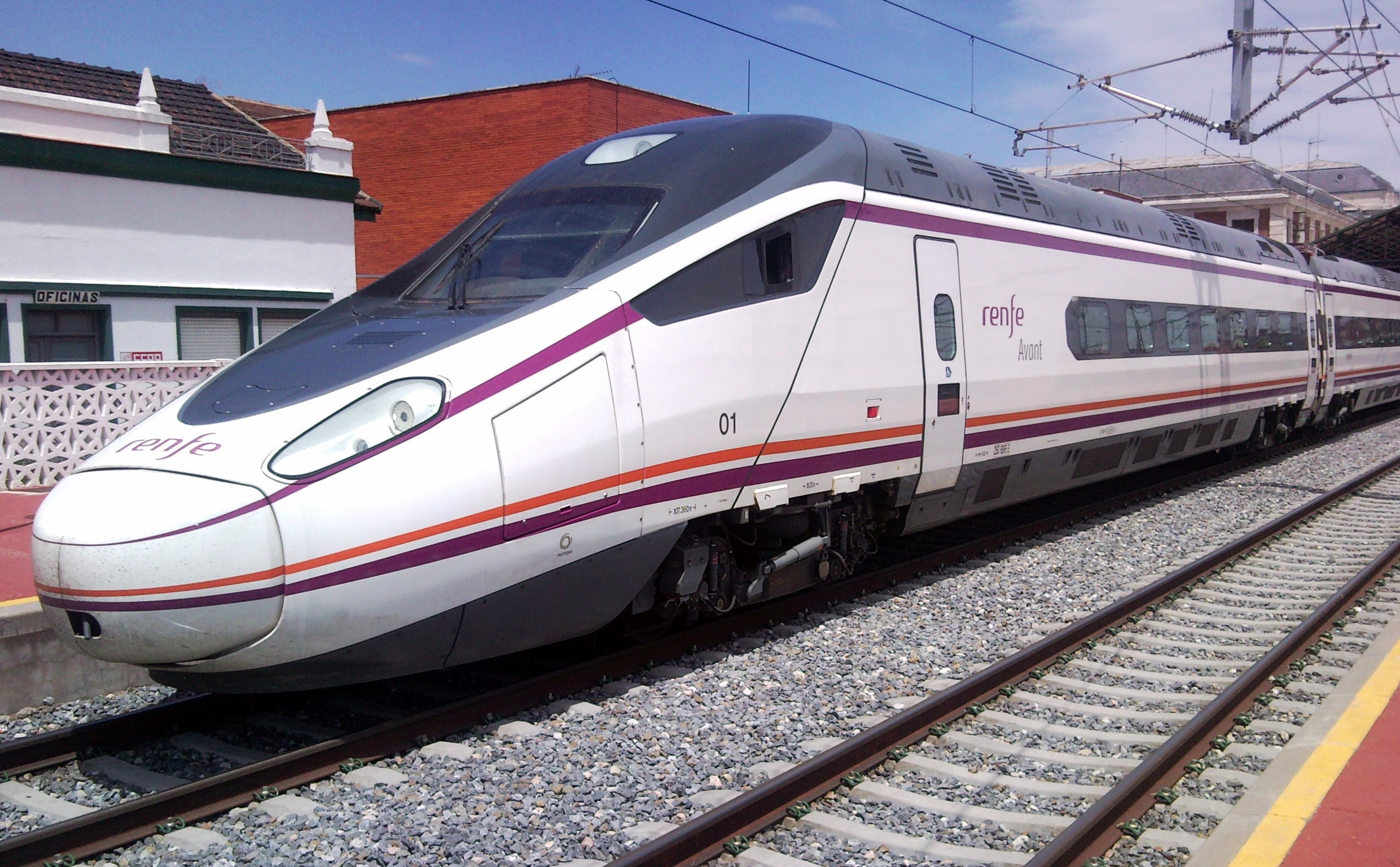
Avant 114 RENFE
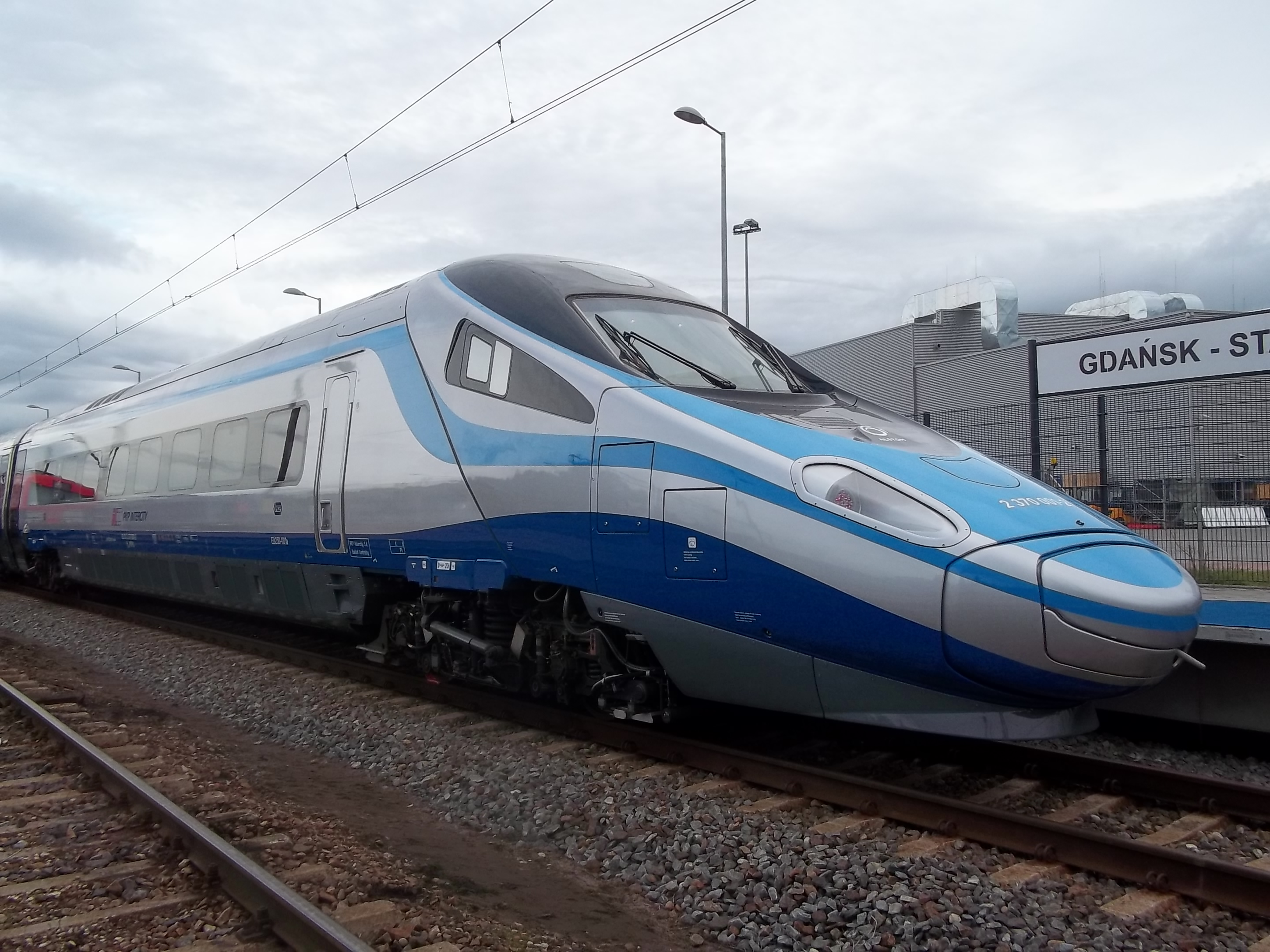
ED250 PKP Intercity